# Loubaresse (Cantal)
Loubaresse korábbi község (település) Franciaországban, Cantal megyében. 2016. január 1-jén Faverolles, Saint-Just és Saint-Marc községgel egyesült és delegált községként Val d’Arcomie új község része lett.
Lakosainak száma 427 fő (2018. január 1.). Loubaresse Anglards-de-Saint-Flour, Chaliers, Faverolles, Ruynes-en-Margeride, Saint-Just, Saint-Marc, Albaret-Sainte-Marie és Chaulhac községekkel határos.

## Népesség
A település népességének változása:
| Lakosok száma | 525  | 543  | 443  | 418  | 434  | 403  | 431  | 1015 | 426  | 427  |
|               | 1968 | 1975 | 1982 | 1990 | 1999 | 2011 | 2015 | 2016 | 2017 | 2018 |